# Arbutus bicolor
Arbutus bicolor es una especie de Angiospermae de la familia de las ericáceas, nativa de México.

## Descripción
Arbutus bicolor es un árbol de 4 a 25 m de alto. Al igual que en otras especies del género, sólo las partes más viejas de la planta retienen una corteza exterior grisácea y cuadriculada; mientras que en las ramas jóvenes se exfolia en láminas delgadas, dejando al descubierto la corteza interior, de un color rosado, marrón o crema. El epíteto "bicolor" se refiere a los dos colores que presentan las hojas: el haz verde oscuro y el envés de color crema, ocre o ferrugíneo, debido a una densa cubierta de pelos que oculta la superficie. Por esta densa vellosidad, la especie ha sido frecuentemente confundida con Arbutus glandulosa, una variante glandular de A. xalapensis.
La inflorescencia es una panícula terminal de racimos de numerosas flores pequeñas de color rosado o blanquecino. El fruto es una baya globosa, anaranjada o rojiza, de hasta 1 cm de diámetro. Es comestible en pequeñas cantidades. Florece en otoño y fructifica en otoño e invierno.

## Hábitat
Arbutus bicolor es endémico de México, desde Chihuahua hasta Puebla, Tlaxcala y Veracruz. Se distribuye ampliamente en la Sierra Madre Occidental, con unas pocas localidades en el Eje Neovolcánico. Hacia el extremo oriental de su distribución, híbrida con Arbutus xalapensis. Entre las especies de madroño de México, A. bicolor es la que mejor se adapta a temperaturas bajas, por lo cual tiene un amplio rango altitudinal.

## Taxonomía
Arbutus bicolor fue descrito en 2012 por María del Socorro González Elizondo, Martha González Elizondo y Paul Davidson Sørensen en Acta Botánica Mexicana 99: 55–72.

### Etimología
Arbutus: nombre aplicado en latín a Arbutus unedo, el madroño europeo.
bicolor: epíteto latino que tiene el mismo significado que en español.